# (2608) Seneca
(2608) Seneca – planetoida z grupy Amora okrążająca Słońce w ciągu 3 lat i 351 dni w średniej odległości 2,5 au. Została odkryta 17 lutego 1978 roku w Obserwatorium La Silla przez Hansa-Emila Schustera. Nazwa planetoidy pochodzi od Seneki Młodszego, rzymskiego pisarza, poety i filozofa. Przed nadaniem nazwy planetoida nosiła oznaczenie tymczasowe (2608) 1978 DA.